# Nupserha acuta
Nupserha acuta är en skalbaggsart som beskrevs av Holzschuh 1986. Nupserha acuta ingår i släktet Nupserha och familjen långhorningar. Inga underarter finns listade i Catalogue of Life.